# Turniej kwalifikacyjny do mistrzostw Europy w curlingu
Turniej kwalifikacyjny do mistrzostw Europy w curlingu, turniej wyłaniający reprezentację Polski na mistrzostwa Europy.
Decyzja o zorganizowaniu turnieju została jednomyślnie podjęta przez Polski Związek Curlingu 13 lutego 2008 podczas trwania mistrzostw Polski. Decyzja ta wywołała duże dyskusje w polskim curlingu.
Turniej w roku 2008 rozegrany był przez seniorów (kobiety i mężczyzn). Rywalizowały ze sobą 4 najlepsze drużyny z mistrzostw Polski. Pierwszą fazą jest Round-Robin, do finału awansowały dwie najlepsze drużyny. W przypadku 3 drużyn o tym samym bilansie wygranych i przegranych rozgrywany był tee-shot, a następnie mecz barażowy. Finał rozgrywany się do dwóch wygranych meczów, przy czym pod uwagę brany był już wynik spotkania fazy grupowej.
Po rozegraniu turnieju w 2008 roku, powrócono do wyłaniania reprezentacji Polski mężczyzn poprzez mistrzostwa Polski. U kobiet zdecydowano się na indywidualną selekcję zawodniczek.
W roku 2017 Polski Związek Curlingu powrócił do idei rozgrywania turnieju kwalifikacyjnego. Postanowiono, że wezmą w nim udział trzy najlepsze drużyny z MP mężczyzn oraz kobiet. Zwycięzca pojedynku pomiędzy drugą a trzecią drużyną MP (do dwóch zwycięstw) zmierzy się z mistrzem Polski w rywalizacji (również do dwóch zwycięstw) o prawo do reprezentowania Polski na mistrzostwach Europy.

## Wyniki

### Kobiety
| Rok  | Mistrzostwa Polski | Mistrzostwa Europy | Miasto   | Reprezentacja Polski                                                                   |
| ---- | ------------------ | ------------------ | -------- | -------------------------------------------------------------------------------------- |
| 2008 | 2008               | 2008               | Łódź     | Media CC Warszawa                                                                      |
| 2008 | 2008               | 2008               | Łódź     | Marta Szeliga-Frynia, Marianna Das, Katarzyna Wicik, Agnieszka Ogrodniczek, Maria Kluś |
| 2017 | 2017               | 2017               | Warszawa | POS Łódź                                                                               |
| 2017 | 2017               | 2017               | Warszawa | Marta Szeliga-Frynia, Adela Walczak, Zuzanna Rybicka, Barbara Karwat, Maria Stefańska  |
| 2018 | 2018               | 2018               | Warszawa | POS Łódź                                                                               |
| 2018 | 2018               | 2018               | Warszawa | Marta Szeliga-Frynia, Adela Walczak, Zuzanna Rybicka, Maria Stefańska, Barbara Karwat  |

### Mężczyźni
| Rok  | Mistrzostwa Polski | Mistrzostwa Europy | Miasto   | Reprezentacja Polski                                                                    |
| ---- | ------------------ | ------------------ | -------- | --------------------------------------------------------------------------------------- |
| 2008 | 2008               | 2008               | Łódź     | Media CC Warszawa Polaris                                                               |
| 2008 | 2008               | 2008               | Łódź     | Krzysztof Kowalski, Bartosz Klimas, Przemysław Stachura, Wojciech Woyda, Tomasz Korolko |
| 2017 | 2017               | 2017               | Warszawa | Sopot CC Wa ku'ta                                                                       |
| 2017 | 2017               | 2017               | Warszawa | Borys Jasiecki, Krzysztof Domin, Damian Cebula, Bartosz Łobaza                          |
| 2018 | 2018               | 2018               | Warszawa | Śląski Klub Curlingowy Katowice                                                         |
| 2018 | 2018               | 2018               | Warszawa | Bartosz Dzikowski, Jakub Głowania, Jeremi Telak, Michał Kozioł, Tomasz Zioło            |